# Liste des présidents du conseil départemental de la Corrèze
Le président du conseil départemental de la Corrèze est élu par le conseil départemental, il est élu pour 6 ans. En 2015, il prend son nom actuel, précédemment, ce poste avait pour nom président du conseil général.
En 2011, il est élu pour 3 ans, en raison de la réforme territoriale prévue en 2014. Le mandat de l'assemblée est étendu en 2013 d'un an, pour prendre fin en 2015.

## Liste des présidents
| Période                            | Période                      | Identité                               | Étiquette                    | Étiquette                    | Canton d'élection            |
| Président du conseil général       | Président du conseil général | Président du conseil général           | Président du conseil général | Président du conseil général | Président du conseil général |
| ---------------------------------- | ---------------------------- | -------------------------------------- | ---------------------------- | ---------------------------- | ---------------------------- |
| 1831                               | 1831                         | Pierre Georges de Bar                  |                              |                              | Argentat                     |
|                                    |                              |                                        |                              |                              |                              |
| 1834                               | 1837                         | Pierre Joseph Bédoch                   |                              | Conservateur                 | Tulle-Sud                    |
| 1837                               | 1838                         | Antoine-Sébastien Lavialle de Masmorel |                              | Royaliste                    | Donzenac                     |
|                                    |                              |                                        |                              |                              |                              |
| 1839                               | 1843                         | Léonard-Philippe Rivet                 |                              |                              | Brive-la-Gaillarde           |
|                                    |                              |                                        |                              |                              |                              |
| 1844                               | 1847                         | Jean-Charles Rivet                     |                              | Droite                       | Brive-la-Gaillarde           |
| 1848                               | 1848                         | Louis Chassaignac de Latrade           |                              | Gauche républicaine          | Juillac                      |
| 1848                               | 1849                         | Isaac d'Ambert de Sérilhac             |                              |                              | Égletons                     |
| 1849                               | 1850                         | Léonard Redon                          |                              | Orléanisme                   | Ussel                        |
| 1850                               | 1850                         | Antoine-Sébastien Lavialle de Masmorel |                              |                              | Donzenac                     |
|                                    |                              |                                        |                              |                              |                              |
| 1852                               | 1856                         | François Favart                        |                              | Droite                       | Lapleau                      |
|                                    |                              |                                        |                              |                              |                              |
| 1857                               | 1861                         | Léon de Jouvenel                       |                              |                              | Brive-la-Gaillarde           |
|                                    |                              |                                        |                              |                              |                              |
| 1865                               | 1869                         | Guy Lafond de Saint-Mur                |                              | Bonapartiste                 | La Roche-Canillac            |
| 1870                               | 1871                         | Charles Eugène Lébraly                 |                              | Droite                       | Ussel                        |
| 1871                               | 1878                         | Joseph Brunet                          |                              | Conservateur                 | Lubersac                     |
| 1878                               | 1883                         | Louis Chassaignac de Latrade           |                              | Gauche républicaine          | Ayen                         |
| 1883                               | 1886                         | Jean-Baptiste Billot                   |                              |                              |                              |
| 1886                               | 1900                         | Raoul Calary de Lamazière              |                              |                              | Neuvic                       |
| 1901                               | 1911                         | Philippe-Michel Labrousse              |                              |                              | Donzenac                     |
| 1911                               | 1921                         | Hippolyte Rouby                        |                              | Républicain                  | Lapleau                      |
| 1921                               | 1942                         | Henri Queuille                         |                              | Radical                      | Neuvic                       |
| 1942                               | 1944                         | Jean-Baptiste Brun                     |                              | Radical                      | Bort-les-Orgues              |
| 1944                               | 1945                         | Robert Caulet                          |                              |                              |                              |
| 1945                               | 1946                         | Félix Lestang                          |                              | PCF                          | Bugeat                       |
| 1946                               | 1970                         | Élie Rouby                             |                              | SFIO                         | Lapleau                      |
| 1970                               | 1979                         | Jacques Chirac                         |                              | UNR, UDR puis RPR            | Meymac                       |
| 1979                               | 1982                         | Georges Debat                          |                              | DVD                          | Beynat                       |
| 1982                               | 1985                         | Armand Boucheteil                      |                              | PCF                          | Tulle-Campagne-Nord          |
| 1985                               | 1992                         | Charles Ceyrac                         |                              | RPR                          | Meyssac                      |
| 1992                               | 2008                         | Jean-Pierre Dupont                     |                              | RPR puis UMP                 | Bort-les-Orgues              |
| 2008                               | 2012                         | François Hollande                      |                              | PS                           | Vigeois                      |
| 2012                               | 2015                         | Gérard Bonnet                          |                              | PS                           | Ayen                         |
| Président du conseil départemental |                              |                                        |                              |                              |                              |
| 2015                               | En cours                     | Pascal Coste                           |                              | UMP puis LR                  | Midi corrézien               |

## Élections des présidents

### 2012
François Hollande étant élu président de la République, Gérard Bonnet lui succède le 25 mai 2012.
| Candidat | Candidat       | Premier tour | Premier tour |
| Candidat | Candidat       | Voix         | %            |
| -------- | -------------- | ------------ | ------------ |
|          | Gérard Bonnet  | 20           | 54,05        |
|          | Claude Nougein | 17           | 45,95        |
| Total    | Total          | 37           | 100          |

### 2015
A la suite des élections départementales de 2015, Pascal Coste est élu président du conseil départemental le 2 avril 2015.
| Candidat   | Candidat     | Premier tour | Premier tour |
| Candidat   | Candidat     | Voix         | %            |
| ---------- | ------------ | ------------ | ------------ |
|            | Pascal Coste | 26           | 68,42        |
| Abstention | Abstention   | 12           | 31,58        |
| Total      | Total        | 38           | 100          |

Pascal Coste, seul candidat en lice après la nette victoire de l'UMP aux élections, a été élu président de l'assemblée départementale dès le 1er tour par 26 voix sur 38 suffrages. Le maire de Beynat succède au socialiste Gérard Bonnet. A 48 ans, il devient ainsi le second plus jeune président du conseil départemental de la Corrèze derrière Jacques Chirac, élu au même poste à l'âge de 38 ans en 1970.

### 2021
A la suite des élections départementales de 2021, Pascal Coste est réélu président du conseil départemental le 1er juillet 2021.
| Candidat | Candidat       | Premier tour | Premier tour |
| Candidat | Candidat       | Voix         | %            |
| -------- | -------------- | ------------ | ------------ |
|          | Pascal Coste   | 28           | 73,68        |
|          | Bernard Combes | 10           | 26,31        |
| Total    | Total          | 38           | 100          |

### Note
1. ↑  Le Point magazine, « Corrèze: Gérard Bonnet, élu président du conseil général, en remplacement de Hollande », sur Le Point, 25 mai 2012 (consulté le 16 avril 2023)
2. ↑  Aurélien Hélias, « Elections départementales : ces 27 nouveaux présidents des territoires qui ont basculé à droite », Le courrier des maires,‎ 3 avril 2015 (lire en ligne, consulté le 16 avril 2023)
3. ↑  « Conseil départemental de la Corrèze : Pascal Coste réélu président », sur France Bleu, 1er juillet 2021 (consulté le 1er juillet 2021)